# Danh sách cầu thủ tham dự Cúp Vàng CONCACAF 2015
Danh sách ban đầu 35 cầu thủ ("Danh sách sơ bộ") của mỗi quốc gia tham dự được xuất bản bởi CONCACAF vào ngày 10 tháng 6 năm 2015. Một "Danh sách chính thức" gồm 23 cầu thủ đến từ các quốc gia tham dự được xuất bản bởi CONCACAF vào ngày 23 tháng 6 năm 2015.
Có 3 cầu thủ trong Danh sách chính thức phải là thủ môn. Các cầu thủ trong Danh sách chính thức phải được đánh số áo từ 1 đến 23 trong đó số 1 là thủ môn.
Các đội vào tứ kết tứ kết có thể thay thế tối đa 6 cầu thủ. Các cầu thủ thay thế phải nằm trong Danh sách sơ bộ và có số áo từ 24 đến 29.

## Bảng A

### Haiti
Huấn luyện viên:  Marc Collat
Danh sách chính thức
| 0#0 | Vị trí | Cầu thủ               | Ngày sinh và tuổi           | Câu lạc bộ               |
| --- | ------ | --------------------- | --------------------------- | ------------------------ |
| 1   | TM     | Johny Placide         | 29 tháng 1, 1988 (27 tuổi)  | Reims                    |
| 2   | TV     | Jean Sony Alcénat     | 23 tháng 1, 1986 (29 tuổi)  | Steaua București         |
| 3   | HV     | Mechack Jérôme        | 21 tháng 4, 1990 (25 tuổi)  | Charlotte Independence   |
| 4   | HV     | Kim Jaggy             | 14 tháng 11, 1982 (32 tuổi) | Aarau                    |
| 5   | HV     | Jean-Jacques Pierre   | 23 tháng 1, 1981 (34 tuổi)  | Angers                   |
| 6   | HV     | Frantz Bertin         | 30 tháng 5, 1983 (32 tuổi)  | Aiginiakos               |
| 7   | TV     | Wilde-Donald Guerrier | 31 tháng 3, 1989 (26 tuổi)  | Wisla Krakow             |
| 8   | HV     | Réginal Goreux        | 31 tháng 12, 1987 (27 tuổi) | Rostov                   |
| 9   | TĐ     | Kervens Belfort       | 16 tháng 3, 1992 (23 tuổi)  | Ethnikos                 |
| 10  | TV     | Jeff Louis            | 8 tháng 8, 1992 (22 tuổi)   | Standard Liege           |
| 11  | TV     | Pascal Millien        | 3 tháng 5, 1986 (29 tuổi)   | Jacksonville Armada      |
| 12  | TM     | Steward Ceus          | 26 tháng 3, 1987 (28 tuổi)  | Atlanta Silverbacks      |
| 13  | HV     | Kevin Lafrance        | 13 tháng 1, 1990 (25 tuổi)  | Miedź Legnica            |
| 14  | TV     | James Marcelin        | 13 tháng 6, 1986 (29 tuổi)  | Fort Lauderdale Strikers |
| 15  | TV     | Sébastien Thurière    | 6 tháng 1, 1990 (25 tuổi)   | Charleston Battery       |
| 16  | TV     | Jean Alexandre        | 24 tháng 8, 1986 (28 tuổi)  | Negeri Sembilan          |
| 17  | HV     | Andrew Jean-Baptiste  | 16 tháng 6, 1992 (23 tuổi)  | New York Red Bulls       |
| 18  | HV     | Judelin Aveska        | 21 tháng 10, 1987 (27 tuổi) | Gimnasia y Esgrima       |
| 19  | HV     | Bitielo Jean Jacques  | 28 tháng 12, 1990 (24 tuổi) | Kraze United             |
| 20  | TĐ     | Duckens Nazon         | 7 tháng 4, 1994 (21 tuổi)   | Stade Lavallois          |
| 21  | TĐ     | Jean-Eudes Maurice    | 21 tháng 6, 1986 (29 tuổi)  | NEA                      |
| 22  | TV     | Sony Norde            | 27 tháng 7, 1989 (25 tuổi)  | Mohun Bagan              |
| 23  | TM     | Ronald Elusma         | 9 tháng 8, 1993 (21 tuổi)   | America                  |

Cầu thủ bổ sung cho Danh sách sơ bộ
| 0#0 | Vị trí | Cầu thủ               | Ngày sinh và tuổi          | Câu lạc bộ           |
| --- | ------ | --------------------- | -------------------------- | -------------------- |
|     | TM     | Jaafson Origène       | 8 tháng 9, 1991 (23 tuổi)  | Don Bosco            |
|     | TM     | Amos Point-du-Jour    | 6 tháng 4, 1995 (20 tuổi)  | America              |
|     | HV     | Alex Junior Christian | 12 tháng 5, 1993 (22 tuổi) | Boavista             |
|     | HV     | Wilguens Aristide     | 23 tháng 9, 1991 (23 tuổi) | FICA                 |
|     | TV     | Hervé Bazile          | 18 tháng 3, 1990 (25 tuổi) | Caen                 |
|     | TV     | Junior Delva          | 28 tháng 6, 1989 (26 tuổi) | Don Bosco            |
|     | TV     | Benchy Estama         | 14 tháng 6, 1994 (21 tuổi) | Don Bosco            |
| 24  | TV     | Monuma Constant Jr.   | 1 tháng 4, 1982 (33 tuổi)  | Don Bosco            |
|     | TV     | Jean-François James   | 15 tháng 8, 1993 (21 tuổi) | Frejus               |
|     | TV     | Soni Mustivar         | 12 tháng 2, 1990 (25 tuổi) | Sporting Kansas City |
|     | TĐ     | Roberto Louima        | 3 tháng 4, 1997 (18 tuổi)  | Violette             |
|     | TĐ     | Mancini Telfort       | 30 tháng 9, 1994 (20 tuổi) | Cavaly               |

Ghi chú
1. ↑  Pierre was withdrawn (and not replaced) following the group stage
2. ↑  Louis được thay thế sau vòng bảng
3. ↑  Constant Jr. was introduced as an alternate player following the group stage
4. ↑  Soni Mustivar was replaced with Andrew Jean-Baptiste prior to the tournament beginning.[4]

### Honduras
Huấn luyện viên:  Jorge Luis Pinto
Danh sách chính thức
| 0#0 | Vị trí | Cầu thủ          | Ngày sinh và tuổi           | Câu lạc bộ     |
| --- | ------ | ---------------- | --------------------------- | -------------- |
| 1   | TM     | Luis López       | 13 tháng 9, 1993 (21 tuổi)  | Real España    |
| 2   | HV     | Wilmer Crisanto  | 24 tháng 6, 1989 (26 tuổi)  | Motagua        |
| 3   | HV     | Maynor Figueroa  | 2 tháng 5, 1983 (32 tuổi)   | unattached     |
| 4   | TV     | Luis Garrido     | 5 tháng 11, 1990 (24 tuổi)  | Houston Dynamo |
| 5   | HV     | Henry Figueroa   | 28 tháng 12, 1992 (22 tuổi) | Motagua        |
| 6   | TV     | Bryan Acosta     | 24 tháng 11, 1993 (21 tuổi) | Real España    |
| 7   | TV     | Carlos Discua    | 27 tháng 9, 1984 (30 tuổi)  | Alajuelense    |
| 8   | TĐ     | Rubilio Castillo | 26 tháng 11, 1991 (23 tuổi) | Motagua        |
| 9   | TĐ     | Anthony Lozano   | 25 tháng 4, 1993 (22 tuổi)  | Olimpia        |
| 10  | TV     | Mario Martínez   | 30 tháng 7, 1989 (25 tuổi)  | Real España    |
| 11  | TV     | Romell Quioto    | 9 tháng 8, 1991 (23 tuổi)   | Olimpia        |
| 12  | HV     | Bryan García     | 26 tháng 5, 1993 (22 tuổi)  | Vida           |
| 13  | TĐ     | Eddie Hernández  | 27 tháng 2, 1991 (24 tuổi)  | UAT            |
| 14  | TV     | Boniek García    | 4 tháng 9, 1984 (30 tuổi)   | Houston Dynamo |
| 15  | TĐ     | Erick Andino     | 21 tháng 7, 1989 (25 tuổi)  | Motagua        |
| 16  | HV     | Johnny Leverón   | 7 tháng 2, 1990 (25 tuổi)   | Marathon       |
| 17  | TV     | Andy Najar       | 16 tháng 3, 1993 (22 tuổi)  | Anderlecht     |
| 18  | TM     | Orlin Vallecillo | 1 tháng 6, 1983 (32 tuổi)   | Victoria       |
| 19  | TV     | Alfredo Mejía    | 3 tháng 4, 1990 (25 tuổi)   | Panthrakikos   |
| 20  | TV     | Jorge Claros     | 8 tháng 1, 1986 (29 tuổi)   | Qingdao Jonoon |
| 21  | HV     | Brayan Beckeles  | 28 tháng 11, 1985 (29 tuổi) | Boavista       |
| 22  | TM     | Donis Escober    | 3 tháng 2, 1981 (34 tuổi)   | Olimpia        |
| 23  | HV     | Johnny Palacios  | 20 tháng 12, 1986 (28 tuổi) | Olimpia        |

Cầu thủ bổ sung cho Danh sách sơ bộ
| 0#0 | Vị trí | Cầu thủ         | Ngày sinh và tuổi           | Câu lạc bộ           |
| --- | ------ | --------------- | --------------------------- | -------------------- |
|     | TM     | Noel Valladares | 3 tháng 5, 1977 (38 tuổi)   | Olimpia              |
|     | HV     | Jose Barralaga  | 22 tháng 12, 1994 (20 tuổi) | Real Sociedad        |
|     | HV     | Ever Alvarado   | 30 tháng 1, 1992 (23 tuổi)  | Olimpia              |
|     | HV     | Cesar Oseguera  | 20 tháng 7, 1990 (24 tuổi)  | Motagua              |
|     | HV     | Carlos Palacios | 30 tháng 1, 1982 (33 tuổi)  | Marathona            |
|     | TV     | Arnold Peralta  | 29 tháng 3, 1989 (26 tuổi)  | Olimpia              |
|     | TV     | Roger Espinoza  | 25 tháng 10, 1986 (28 tuổi) | Sporting Kansas City |
|     | TV     | Wilmer Fuentes  | 21 tháng 4, 1992 (23 tuổi)  | Marathon             |
|     | TV     | Carlos Mejía    | 29 tháng 9, 1983 (31 tuổi)  | Marathon             |
|     | TĐ     | Jerry Bengtson  | 8 tháng 4, 1987 (28 tuổi)   | Belgrano             |
|     | TĐ     | Bryan Róchez    | 1 tháng 1, 1995 (20 tuổi)   | Orlando City         |
|     | TĐ     | Alberth Elis    | 12 tháng 2, 1996 (19 tuổi)  | Olimpia              |

Ghi chú
1. ↑  Noel Valladares was replaced with Orlín Vallecillo prior to the tournament beginning.
2. ↑  Ever Alvarado was replaced with Luis Garrido prior to the tournament beginning.[5]

### Panama
Huấn luyện viên:  Hernán Darío Gómez
Danh sách chính thức
| 0#0 | Vị trí | Cầu thủ           | Ngày sinh và tuổi           | Câu lạc bộ      |
| --- | ------ | ----------------- | --------------------------- | --------------- |
| 1   | TM     | Jaime Penedo      | 26 tháng 9, 1981 (33 tuổi)  | LA Galaxy       |
| 2   | TV     | Valentín Pimentel | 30 tháng 5, 1991 (24 tuổi)  | Plaza Amador    |
| 3   | HV     | Harold Cummings   | 1 tháng 3, 1992 (23 tuổi)   | Santa Fe        |
| 4   | TV     | Alfredo Stephens  | 25 tháng 12, 1994 (20 tuổi) | Chorrillo       |
| 5   | HV     | Román Torres      | 20 tháng 3, 1986 (29 tuổi)  | Millonarios     |
| 6   | TV     | Gabriel Gomez     | 29 tháng 5, 1984 (31 tuổi)  | Herediano       |
| 7   | TĐ     | Blas Pérez        | 13 tháng 3, 1981 (34 tuổi)  | FC Dallas       |
| 8   | TĐ     | Gabriel Torres    | 31 tháng 10, 1988 (26 tuổi) | Colorado Rapids |
| 9   | TĐ     | Roberto Nurse     | 16 tháng 12, 1983 (31 tuổi) | Sinaloa         |
| 10  | TĐ     | Luis Tejada       | 28 tháng 3, 1982 (33 tuổi)  | Juan Aurich     |
| 11  | TV     | Armando Cooper    | 26 tháng 11, 1987 (27 tuổi) | FC St. Pauli    |
| 12  | TM     | Luis Mejía        | 16 tháng 3, 1991 (24 tuổi)  | Fénix           |
| 13  | HV     | Adolfo Machado    | 14 tháng 2, 1985 (30 tuổi)  | Saprissa        |
| 14  | TV     | Miguel Camargo    | 9 tháng 5, 1993 (22 tuổi)   | Chorrilo        |
| 15  | HV     | Erick Davis       | 31 tháng 3, 1991 (24 tuổi)  | San Miguelito   |
| 16  | TĐ     | Rolando Blackburn | 9 tháng 1, 1990 (25 tuổi)   | Comunicaciones  |
| 17  | HV     | Luis Henríquez    | 23 tháng 11, 1981 (33 tuổi) | Lech Poznań     |
| 18  | TV     | Darwin Pinzón     | 2 tháng 4, 1994 (21 tuổi)   | San Miguelito   |
| 19  | TV     | Alberto Quintero  | 18 tháng 12, 1987 (27 tuổi) | BUAP            |
| 20  | TV     | Aníbal Godoy      | 10 tháng 2, 1990 (25 tuổi)  | Budapest Honvéd |
| 21  | TM     | Jose Calderon     | 14 tháng 8, 1985 (29 tuổi)  | Coatepeque      |
| 22  | TĐ     | Abdiel Arroyo     | 13 tháng 12, 1993 (21 tuổi) | Árabe Unido     |
| 23  | HV     | Ángel Patrick     | 27 tháng 2, 1992 (23 tuổi)  | Árabe Unido     |

Cầu thủ bổ sung cho Danh sách sơ bộ
| 0#0 | Vị trí | Cầu thủ          | Ngày sinh và tuổi           | Câu lạc bộ    |
| --- | ------ | ---------------- | --------------------------- | ------------- |
|     | TM     | Oscar McFarlane  | 29 tháng 11, 1980 (34 tuổi) | San Francisco |
|     | HV     | Felipe Baloy     | 24 tháng 2, 1981 (34 tuổi)  | Morelia       |
|     | HV     | Roberto Chen     | 24 tháng 5, 1994 (21 tuổi)  | Málaga        |
|     | HV     | Fidel Escobar    | 9 tháng 1, 1995 (20 tuổi)   | San Miguelito |
|     | HV     | Leonel Parris    | 13 tháng 6, 1982 (33 tuổi)  | Tauro         |
|     | HV     | Richard Peralta  | 20 tháng 9, 1993 (21 tuổi)  | Alianza       |
|     | TV     | Ricardo Buitrago | 10 tháng 3, 1986 (29 tuổi)  | Plaza Amador  |
|     | TV     | Rolando Escobar  | 24 tháng 10, 1981 (33 tuổi) | FC Dallas     |
|     | TV     | Jairo Jiménez    | 7 tháng 1, 1993 (22 tuổi)   | Elche         |
|     | TV     | Marcos Sánchez   | 23 tháng 12, 1989 (25 tuổi) | Táchira       |
|     | TĐ     | Ismael Díaz      | 12 tháng 5, 1997 (18 tuổi)  | Tauro         |
|     | TĐ     | Nicolás Muñoz    | 21 tháng 12, 1981 (33 tuổi) | Águila        |

### Hoa Kỳ
Huấn luyện viên:  Jürgen Klinsmann
Danh sách chính thức
| 0#0 | Vị trí | Cầu thủ           | Ngày sinh và tuổi           | Câu lạc bộ               |
| --- | ------ | ----------------- | --------------------------- | ------------------------ |
| 1   | TM     | Brad Guzan        | 9 tháng 9, 1984 (30 tuổi)   | Aston Villa              |
| 2   | HV     | DeAndre Yedlin    | 9 tháng 7, 1993 (21 tuổi)   | Tottenham Hotspur        |
| 3   | HV     | Omar Gonzalez     | 11 tháng 10, 1988 (26 tuổi) | LA Galaxy                |
| 4   | TV     | Michael Bradley   | 31 tháng 7, 1987 (27 tuổi)  | Toronto FC               |
| 5   | TV     | Kyle Beckerman    | 23 tháng 4, 1982 (33 tuổi)  | Real Salt Lake           |
| 6   | HV     | John Brooks       | 28 tháng 1, 1993 (22 tuổi)  | Hertha BSC               |
| 7   | TV     | Alfredo Morales   | 12 tháng 5, 1990 (25 tuổi)  | FC Ingolstadt 04         |
| 8   | TĐ     | Clint Dempsey     | 9 tháng 3, 1983 (32 tuổi)   | Seattle Sounders FC      |
| 9   | TĐ     | Aron Jóhannsson   | 10 tháng 11, 1990 (24 tuổi) | AZ                       |
| 10  | TV     | Mix Diskerud      | 2 tháng 10, 1990 (24 tuổi)  | New York City            |
| 11  | TV     | Alejandro Bedoya  | 29 tháng 4, 1987 (28 tuổi)  | Nantes                   |
| 12  | TM     | Nick Rimando      | 17 tháng 6, 1979 (36 tuổi)  | Real Salt Lake           |
| 13  | HV     | Ventura Alvarado  | 16 tháng 8, 1992 (22 tuổi)  | América                  |
| 14  | HV     | Greg Garza        | 16 tháng 8, 1991 (23 tuổi)  | Tijuana                  |
| 15  | HV     | Tim Ream          | 5 tháng 10, 1987 (27 tuổi)  | Bolton Wanderers         |
| 16  | HV     | Brad Evans        | 20 tháng 4, 1985 (30 tuổi)  | Seattle Sounders FC      |
| 17  | TĐ     | Jozy Altidore     | 6 tháng 11, 1989 (25 tuổi)  | Toronto FC               |
| 18  | TĐ     | Chris Wondolowski | 28 tháng 1, 1983 (32 tuổi)  | San Jose Earthquakes     |
| 19  | TV     | Graham Zusi       | 18 tháng 8, 1986 (28 tuổi)  | Sporting Kansas City     |
| 20  | TV     | Gyasi Zardes      | 2 tháng 9, 1991 (23 tuổi)   | LA Galaxy                |
| 21  | HV     | Timothy Chandler  | 29 tháng 3, 1990 (25 tuổi)  | Eintracht Frankfurt      |
| 22  | TM     | William Yarbrough | 20 tháng 3, 1989 (26 tuổi)  | León                     |
| 23  | TV     | Fabian Johnson    | 11 tháng 12, 1987 (27 tuổi) | Borussia Mönchengladbach |

Cầu thủ bổ sung cho Danh sách sơ bộ
| 0#0 | Vị trí | Cầu thủ          | Ngày sinh và tuổi           | Câu lạc bộ           |
| --- | ------ | ---------------- | --------------------------- | -------------------- |
|     | TĐ     | Juan Agudelo     | 23 tháng 11, 1992 (22 tuổi) | New Anh Revolution   |
| 25  | HV     | DaMarcus Beasley | 24 tháng 5, 1982 (33 tuổi)  | Houston Dynamo       |
|     | HV     | Matt Besler      | 11 tháng 2, 1987 (28 tuổi)  | Sporting Kansas City |
| 24  | TV     | Joe Corona       | 9 tháng 7, 1990 (24 tuổi)   | Tijuana              |
|     | TV     | Brad Davis       | 8 tháng 11, 1981 (33 tuổi)  | Houston Dynamo       |
| 26  | TĐ     | Alan Gordon      | 16 tháng 10, 1981 (33 tuổi) | LA Galaxy            |
|     | TM     | Bill Hamid       | 25 tháng 11, 1990 (24 tuổi) | D.C. United          |
|     | TV     | Perry Kitchen    | 29 tháng 2, 1992 (23 tuổi)  | D.C. United          |
|     | TĐ     | Jordan Morris    | 26 tháng 10, 1994 (20 tuổi) | Stanford Cardinal    |
|     | TV     | Lee Nguyen       | 7 tháng 10, 1986 (28 tuổi)  | New Anh Revolution   |
|     | HV     | Michael Orozco   | 7 tháng 2, 1986 (29 tuổi)   | Puebla               |
|     | HV     | Brek Shea        | 28 tháng 2, 1990 (25 tuổi)  | Orlando City         |

Ghi chú
1. ↑  Morales được thay thế sau vòng bảng
2. ↑  Garza được thay thế sau vòng bảng
3. ↑  Altidore được thay thế sau vòng bảng
4. ↑  Beasley was introduced as an alternate player following the group stage
5. ↑  Corona was introduced as an alternate player following the group stage
6. ↑  Brad Davis was replaced with Greg Garza prior to the tournament beginning.[6]
7. ↑  Gordon was introduced as an alternate player following the group stage

## Bảng B

### Canada
Huấn luyện viên:  Benito Floro
Danh sách chính thức
| 0#0 | Vị trí | Cầu thủ             | Ngày sinh và tuổi           | Câu lạc bộ             |
| --- | ------ | ------------------- | --------------------------- | ---------------------- |
| 1   | TM     | Lars Hirschfeld     | 17 tháng 10, 1978 (36 tuổi) | Vålerenga              |
| 2   | HV     | Nikolas Ledgerwood  | 16 tháng 1, 1985 (30 tuổi)  | Energie Cottbus        |
| 3   | HV     | Ashtone Morgan      | 9 tháng 2, 1991 (24 tuổi)   | Toronto FC             |
| 4   | HV     | André Hainault      | 17 tháng 6, 1986 (29 tuổi)  | VfR Aalen              |
| 5   | TV     | David Edgar         | 19 tháng 5, 1987 (28 tuổi)  | Birmingham City        |
| 6   | TV     | Julian de Guzman    | 25 tháng 3, 1981 (34 tuổi)  | Ottawa Fury FC         |
| 7   | TV     | Russell Teibert     | 22 tháng 12, 1992 (22 tuổi) | Vancouver Whitecaps FC |
| 8   | TV     | Kyle Bekker         | 2 tháng 9, 1990 (24 tuổi)   | FC Dallas              |
| 9   | TĐ     | Tosaint Ricketts    | 6 tháng 8, 1987 (27 tuổi)   | Hapoel Haifa           |
| 10  | TĐ     | Simeon Jackson      | 28 tháng 3, 1987 (28 tuổi)  | Coventry City          |
| 11  | TĐ     | Marcus Haber        | 11 tháng 1, 1989 (26 tuổi)  | Crewe Alexandra        |
| 12  | HV     | Dejan Jakovic       | 16 tháng 7, 1985 (29 tuổi)  | Shimizu S-Pulse        |
| 13  | TV     | Jonathan Osorio     | 12 tháng 6, 1992 (23 tuổi)  | Toronto FC             |
| 14  | TV     | Samuel Piette       | 12 tháng 11, 1994 (20 tuổi) | Deportivo La Coruña    |
| 15  | HV     | Adam Straith        | 11 tháng 9, 1990 (24 tuổi)  | Fredrikstad            |
| 16  | TV     | Maxim Tissot        | 13 tháng 4, 1992 (23 tuổi)  | Montreal Impact        |
| 17  | TV     | Marcel de Jong      | 15 tháng 10, 1986 (28 tuổi) | Sporting Kansas City   |
| 18  | TM     | Quillan Roberts     | 13 tháng 9, 1994 (20 tuổi)  | Toronto FC             |
| 19  | TV     | Pedro Pacheco       | 27 tháng 6, 1984 (31 tuổi)  | Santa Clara            |
| 20  | HV     | Karl Ouimette       | 18 tháng 6, 1992 (23 tuổi)  | New York Red Bulls     |
| 21  | TĐ     | Cyle Larin          | 17 tháng 4, 1995 (20 tuổi)  | Orlando City           |
| 22  | TM     | Kenny Stamatopoulos | 28 tháng 8, 1979 (35 tuổi)  | AIK                    |
| 23  | TĐ     | Tesho Akindele      | 31 tháng 3, 1992 (23 tuổi)  | FC Dallas              |

Cầu thủ bổ sung cho Danh sách sơ bộ
| 0#0 | Vị trí | Cầu thủ               | Ngày sinh và tuổi           | Câu lạc bộ             |
| --- | ------ | --------------------- | --------------------------- | ---------------------- |
|     | TV     | Will Johnson          | 21 tháng 1, 1987 (28 tuổi)  | Portland Timbers       |
|     | TV     | Issey Nakajima-Farran | 16 tháng 5, 1984 (31 tuổi)  | Terengganu             |
|     | TV     | Atiba Hutchinson      | 8 tháng 2, 1983 (32 tuổi)   | Beşiktaş               |
|     | TM     | Milan Borjan          | 23 tháng 10, 1987 (27 tuổi) | Ludogorets             |
|     | HV     | Nana Attakora         | 27 tháng 3, 1989 (26 tuổi)  | San Antonio Scorpions  |
|     | HV     | Luca Gasparotto       | 9 tháng 3, 1995 (20 tuổi)   | Rangers                |
|     | TV     | Michael Petrasso      | 9 tháng 7, 1995 (19 tuổi)   | Queens Park Rangers    |
|     | TV     | Randy Edwini-Bonsu    | 20 tháng 4, 1990 (25 tuổi)  | Stuttgarter Kickers    |
|     | HV     | Sam Adekugbe          | 16 tháng 1, 1995 (20 tuổi)  | Vancouver Whitecaps FC |
|     | TV     | Kianz Froese          | 16 tháng 4, 1996 (19 tuổi)  | Vancouver Whitecaps FC |
|     | TĐ     | Jordan Hamilton       | 17 tháng 3, 1996 (19 tuổi)  | Toronto FC             |
|     | HV     | Mallan Roberts        | 6 tháng 6, 1992 (23 tuổi)   | FC Edmonton            |

### Costa Rica
Huấn luyện viên:  Paulo Wanchope
Danh sách chính thức
| 0#0 | Vị trí | Cầu thủ            | Ngày sinh và tuổi           | Câu lạc bộ           |
| --- | ------ | ------------------ | --------------------------- | -------------------- |
| 1   | TM     | Danny Carvajal     | 8 tháng 1, 1989 (26 tuổi)   | Saprissa             |
| 2   | HV     | Francisco Calvo    | 8 tháng 7, 1992 (22 tuổi)   | Saprissa             |
| 3   | HV     | Giancarlo González | 8 tháng 2, 1988 (27 tuổi)   | Palermo              |
| 4   | HV     | Michael Umaña      | 16 tháng 7, 1982 (32 tuổi)  | Persepolis           |
| 5   | TV     | Celso Borges       | 27 tháng 5, 1988 (27 tuổi)  | Deportivo La Coruña  |
| 6   | HV     | Keyner Brown       | 30 tháng 12, 1991 (23 tuổi) | Herediano            |
| 7   | TV     | Elías Aguilar      | 7 tháng 11, 1991 (23 tuổi)  | Herediano            |
| 8   | HV     | David Myrie        | 1 tháng 6, 1988 (27 tuổi)   | Herediano            |
| 9   | TĐ     | Álvaro Saborío     | 25 tháng 3, 1982 (33 tuổi)  | Real Salt Lake       |
| 10  | TĐ     | Bryan Ruiz         | 18 tháng 8, 1985 (29 tuổi)  | Fulham               |
| 11  | TĐ     | Jonathan McDonald  | 28 tháng 10, 1987 (27 tuổi) | Alajuelense          |
| 12  | TĐ     | Joel Campbell      | 26 tháng 6, 1992 (23 tuổi)  | Arsenal              |
| 13  | TV     | Marvin Angulo      | 30 tháng 9, 1986 (28 tuổi)  | Saprissa             |
| 14  | TV     | Deyver Vega        | 19 tháng 9, 1992 (22 tuổi)  | Saprissa             |
| 15  | HV     | Júnior Díaz        | 12 tháng 9, 1983 (31 tuổi)  | Mainz 05             |
| 16  | HV     | Cristian Gamboa    | 24 tháng 10, 1989 (25 tuổi) | West Bromwich Albion |
| 17  | TV     | Johan Venegas      | 27 tháng 11, 1988 (26 tuổi) | Alajuelense          |
| 18  | TM     | Patrick Pemberton  | 24 tháng 4, 1982 (33 tuổi)  | Alajuelense          |
| 19  | HV     | Roy Miller         | 24 tháng 11, 1984 (30 tuổi) | New York Red Bulls   |
| 20  | TV     | David Guzmán       | 18 tháng 2, 1990 (25 tuổi)  | Saprissa             |
| 21  | TV     | David Ramírez      | 28 tháng 5, 1993 (22 tuổi)  | Saprissa             |
| 22  | TV     | José Miguel Cubero | 14 tháng 2, 1987 (28 tuổi)  | Blackpool            |
| 23  | TM     | Esteban Alvarado   | 28 tháng 4, 1989 (26 tuổi)  | AZ                   |

Cầu thủ bổ sung cho Danh sách sơ bộ
| 0#0 | Vị trí | Cầu thủ           | Ngày sinh và tuổi           | Câu lạc bộ             |
| --- | ------ | ----------------- | --------------------------- | ---------------------- |
|     | TM     | Keylor Navas      | 15 tháng 12, 1986 (28 tuổi) | Real Madrid            |
|     | HV     | Johnny Acosta     | 21 tháng 7, 1983 (31 tuổi)  | Alajuelense            |
|     | TĐ     | Marco Ureña       | 5 tháng 3, 1990 (25 tuổi)   | Midtjylland            |
|     | TV     | John Jairo Ruiz   | 10 tháng 1, 1994 (21 tuổi)  | Oostende               |
|     | TV     | Luis Miguel Valle | 11 tháng 4, 1989 (26 tuổi)  | Alajuelense            |
| 24  | HV     | Kendall Waston    | 1 tháng 1, 1988 (27 tuổi)   | Vancouver Whitecaps FC |
|     | HV     | Waylon Francis    | 20 tháng 9, 1990 (24 tuổi)  | Columbus Crew          |
|     | HV     | Jordan Smith      | 23 tháng 4, 1991 (24 tuổi)  | Saprissa               |
|     | TV     | Nestor Monge      | 7 tháng 1, 1990 (25 tuổi)   | Saprissa               |
|     | TV     | Rónald Matarrita  | 9 tháng 7, 1994 (20 tuổi)   | Alajuelense            |
|     | TĐ     | Jonathan Moya     | 6 tháng 1, 1992 (23 tuổi)   | Saprissa               |
|     | HV     | Lemark Hernández  | 11 tháng 2, 1989 (26 tuổi)  | Herediano              |

Ghi chú
1. ↑  Umaña được thay thế sau vòng bảng
2. ↑  Waston was introduced as an alternate player following the group stage

### El Salvador
Huấn luyện viên:  Albert Roca
Danh sách chính thức
| 0#0 | Vị trí | Cầu thủ           | Ngày sinh và tuổi           | Câu lạc bộ        |
| --- | ------ | ----------------- | --------------------------- | ----------------- |
| 1   | TM     | Luis Contreras    | 27 tháng 10, 1982 (32 tuổi) | FAS               |
| 2   | HV     | Xavier Garcia     | 26 tháng 6, 1990 (25 tuổi)  | FAS               |
| 3   | HV     | Milton Molina     | 2 tháng 2, 1989 (26 tuổi)   | Isidro Metapán    |
| 4   | HV     | Danny Torres      | 7 tháng 11, 1987 (27 tuổi)  | Alianza           |
| 5   | HV     | Alexander Méndoza | 4 tháng 6, 1990 (25 tuổi)   | FAS               |
| 6   | TV     | Richard Menjivar  | 31 tháng 10, 1990 (24 tuổi) | Tampa Bay Rowdies |
| 7   | TV     | Darwin Cerén      | 31 tháng 12, 1989 (25 tuổi) | Orlando City      |
| 8   | TV     | Jairo Henríquez   | 31 tháng 8, 1993 (21 tuổi)  | FAS               |
| 9   | TĐ     | Rafael Burgos     | 3 tháng 7, 1988 (27 tuổi)   | Fredrikstad       |
| 10  | TV     | Jaime Alas        | 30 tháng 7, 1989 (25 tuổi)  | Municipal         |
| 11  | TĐ     | Nelson Bonilla    | 11 tháng 9, 1990 (24 tuổi)  | Viitorul          |
| 12  | TV     | Arturo Alvarez    | 28 tháng 6, 1985 (30 tuổi)  | Videoton          |
| 13  | HV     | Alexander Larín   | 27 tháng 6, 1992 (23 tuổi)  | Herediano         |
| 14  | TV     | Andrés Flores     | 31 tháng 8, 1990 (24 tuổi)  | New York Cosmos   |
| 15  | TV     | Raúl Renderos     | 10 tháng 9, 1988 (26 tuổi)  | FAS               |
| 16  | TV     | Narciso Orellana  | 28 tháng 1, 1995 (20 tuổi)  | Isidro Metapán    |
| 17  | HV     | Henry Romero      | 17 tháng 10, 1991 (23 tuổi) | Águila            |
| 18  | TM     | Óscar Arroyo      | 28 tháng 1, 1990 (25 tuổi)  | Alianza           |
| 19  | TĐ     | Irvin Herrera     | 30 tháng 8, 1991 (23 tuổi)  | Santa Tecla       |
| 20  | TV     | Pablo Punyed      | 18 tháng 4, 1990 (25 tuổi)  | Stjarnan          |
| 21  | TV     | Dustin Corea      | 21 tháng 3, 1992 (23 tuổi)  | FAS               |
| 22  | TM     | Derby Carrillo    | 19 tháng 9, 1987 (27 tuổi)  | Santa Tecla       |
| 23  | TV     | William Maldonado | 3 tháng 1, 1990 (25 tuổi)   | Santa Tecla       |

Cầu thủ bổ sung cho Danh sách sơ bộ
| 0#0 | Vị trí | Cầu thủ           | Ngày sinh và tuổi           | Câu lạc bộ             |
| --- | ------ | ----------------- | --------------------------- | ---------------------- |
|     | HV     | Ivan Mancia       | 1 tháng 5, 1989 (26 tuổi)   | Santa Tecla            |
|     | TV     | Kevin Santamaría  | 11 tháng 1, 1991 (24 tuổi)  | Municipal              |
|     | TV     | Jonathan Jiménez  | 12 tháng 7, 1992 (22 tuổi)  | UES                    |
|     | TĐ     | David Rugamas     | 17 tháng 2, 1990 (25 tuổi)  | Juventud Independiente |
|     | TV     | Brayan Landaverde | 27 tháng 5, 1995 (20 tuổi)  | UES                    |
|     | TM     | Elmer Iglesias    | 5 tháng 5, 1992 (23 tuổi)   | Alianza                |
|     | TV     | Gerson Mayen      | 9 tháng 2, 1989 (26 tuổi)   | Santa Tecla            |
|     | HV     | Jonathan Barrios  | 20 tháng 10, 1985 (29 tuổi) | Isidro Metapán         |
|     | HV     | Ruben Marroquin   | 15 tháng 10, 1992 (22 tuổi) | FAS                    |
|     | HV     | Juan Barahona     | 12 tháng 2, 1996 (19 tuổi)  | Santa Tecla            |
|     | TV     | Óscar Cerén       | 23 tháng 10, 1991 (23 tuổi) | Águila                 |
|     | TĐ     | Romel Mejia       | 4 tháng 2, 1994 (21 tuổi)   | Dragón                 |

### Jamaica
Huấn luyện viên:  Winfried Schäfer
Danh sách chính thức
| 0#0 | Vị trí | Cầu thủ          | Ngày sinh và tuổi           | Câu lạc bộ             |
| --- | ------ | ---------------- | --------------------------- | ---------------------- |
| 1   | TM     | Andre Blake      | 21 tháng 11, 1990 (24 tuổi) | Philadelphia Union     |
| 2   | TV     | Chris Humphrey   | 19 tháng 9, 1987 (27 tuổi)  | Preston North End      |
| 3   | HV     | Michael Hector   | 17 tháng 7, 1992 (22 tuổi)  | Reading                |
| 4   | HV     | Wes Morgan       | 21 tháng 1, 1984 (31 tuổi)  | Leicester City         |
| 5   | HV     | Alvas Powell     | 18 tháng 8, 1994 (20 tuổi)  | Portland Timbers       |
| 6   | HV     | Lance Laing      | 28 tháng 2, 1988 (27 tuổi)  | FC Edmonton            |
| 7   | TĐ     | Andre Clennon    | 15 tháng 8, 1989 (25 tuổi)  | Arnett Gardens         |
| 8   | TĐ     | Michael Seaton   | 1 tháng 5, 1996 (19 tuổi)   | Örebro                 |
| 9   | TĐ     | Giles Barnes     | 5 tháng 8, 1988 (26 tuổi)   | Houston Dynamo         |
| 10  | TV     | Jobi McAnuff     | 9 tháng 11, 1981 (33 tuổi)  | Leyton Orient          |
| 11  | TĐ     | Darren Mattocks  | 2 tháng 9, 1990 (24 tuổi)   | Vancouver Whitecaps    |
| 12  | HV     | Demar Phillips   | 23 tháng 9, 1983 (31 tuổi)  | Real Salt Lake         |
| 13  | TM     | Dwayne Miller    | 14 tháng 7, 1987 (27 tuổi)  | Syrianska              |
| 14  | TĐ     | Allan Ottey      | 18 tháng 12, 1992 (22 tuổi) | Montego Bay United     |
| 15  | TV     | Je-Vaughn Watson | 22 tháng 10, 1983 (31 tuổi) | FC Dallas              |
| 16  | TV     | Joel Grant       | 26 tháng 8, 1987 (27 tuổi)  | Yeovil Town            |
| 17  | TV     | Rodolph Austin   | 1 tháng 6, 1985 (30 tuổi)   | Leeds United           |
| 18  | TV     | Simon Dawkins    | 1 tháng 12, 1987 (27 tuổi)  | Derby County           |
| 19  | HV     | Adrian Mariappa  | 3 tháng 10, 1986 (28 tuổi)  | Crystal Palace         |
| 20  | HV     | Kemar Lawrence   | 17 tháng 9, 1992 (22 tuổi)  | New York Red Bulls     |
| 21  | HV     | Jermaine Taylor  | 14 tháng 1, 1985 (30 tuổi)  | Houston Dynamo         |
| 22  | TV     | Garath McCleary  | 15 tháng 5, 1987 (28 tuổi)  | Reading                |
| 23  | TM     | Ryan Thompson    | 1 tháng 7, 1985 (30 tuổi)   | Pittsburgh Riverhounds |

Cầu thủ bổ sung cho Danh sách sơ bộ
| 0#0 | Vị trí | Cầu thủ              | Ngày sinh và tuổi           | Câu lạc bộ               |
| --- | ------ | -------------------- | --------------------------- | ------------------------ |
|     | TM     | Duwayne Kerr         | 16 tháng 1, 1987 (28 tuổi)  | Sarpsborg 08             |
|     | HV     | Daniel Gordon        | 16 tháng 1, 1985 (30 tuổi)  | Karlsruher SC            |
|     | HV     | Hughan Gray          | 25 tháng 3, 1987 (28 tuổi)  | Waterhouse               |
| 25  | HV     | Sean McFarlane       | 3 tháng 4, 1993 (22 tuổi)   | FIU Panthers             |
|     | HV     | Shaun Cummings       | 25 tháng 2, 1989 (26 tuổi)  | Millwall                 |
|     | TV     | Jermaine Woozencroft | 19 tháng 8, 1992 (22 tuổi)  | Montego Bay United       |
| 24  | TV     | Omar Holness         | 13 tháng 3, 1994 (21 tuổi)  | North Carolina Tar Heels |
|     | TV     | Renae Lloyd          | 22 tháng 6, 1987 (28 tuổi)  | Arnett Gardens           |
|     | TĐ     | Dever Orgill         | 8 tháng 3, 1990 (25 tuổi)   | Mariehamn                |
|     | TĐ     | Dino Williams        | 31 tháng 3, 1990 (25 tuổi)  | Montego Bay United       |
|     | TĐ     | Jamar Loza           | 10 tháng 5, 1994 (21 tuổi)  | Norwich City             |
|     | TĐ     | Romeo Parkes         | 11 tháng 11, 1990 (24 tuổi) | Isidro Metapán           |

Ghi chú
1. ↑  Powell được thay thế sau vòng bảng
2. ↑  Taylor được thay thế sau vòng bảng
3. ↑  McFarlane was introduced as an alternate player following the group stage
4. ↑  Holness was introduced as an alternate player following the group stage

## Bảng C

### Cuba
Huấn luyện viên:  Raúl González Triana
Danh sách chính thức
| 0#0 | Vị trí | Cầu thủ             | Ngày sinh và tuổi           | Câu lạc bộ         |
| --- | ------ | ------------------- | --------------------------- | ------------------ |
| 1   | TM     | Sandy Sánchez       | 24 tháng 5, 1994 (21 tuổi)  | FC Las Tunas       |
| 2   | HV     | Andy Vaquero        | 12 tháng 3, 1994 (21 tuổi)  | FC La Habana       |
| 3   | HV     | Yénier Márquez      | 3 tháng 1, 1979 (36 tuổi)   | FC Villa Clara     |
| 4   | HV     | Ángel Horta         | 17 tháng 3, 1984 (31 tuổi)  | FC Camagüey        |
| 5   | HV     | Jorge Luís Clavelo  | 8 tháng 8, 1982 (32 tuổi)   | FC Villa Clara     |
| 6   | HV     | Yaisnier Napoles    | 20 tháng 10, 1987 (27 tuổi) | FC Camagüey        |
| 7   | TV     | Darío Suárez        | 8 tháng 8, 1992 (22 tuổi)   | FC La Habana       |
| 8   | TV     | Alberto Gómez       | 12 tháng 2, 1988 (27 tuổi)  | FC Guantánamo      |
| 9   | TĐ     | Maikel Reyes        | 4 tháng 3, 1993 (22 tuổi)   | FC Pinar del Río   |
| 10  | TV     | Ariel Martínez      | 9 tháng 5, 1986 (29 tuổi)   | FC Sancti Spiritus |
| 11  | TĐ     | Keiler García       | 14 tháng 1, 1990 (25 tuổi)  | FC Camagüey        |
| 12  | TM     | Arael Argüelles     | 30 tháng 4, 1987 (28 tuổi)  | FC Cienfuegos      |
| 13  | HV     | Jorge Luis Corrales | 20 tháng 5, 1991 (24 tuổi)  | FC Pinar del Río   |
| 14  | TV     | Arichel Hernández   | 20 tháng 9, 1993 (21 tuổi)  | FC Villa Clara     |
| 15  | HV     | Adrián Diz          | 4 tháng 3, 1994 (21 tuổi)   | FC La Habana       |
| 16  | HV     | Hánier Dranguet     | 27 tháng 4, 1982 (33 tuổi)  | FC Guantánamo      |
| 17  | TV     | Libán Pérez         | 5 tháng 8, 1990 (24 tuổi)   | FC Camagüey        |
| 18  | TV     | Daniel Luís         | 11 tháng 5, 1994 (21 tuổi)  | FC La Habana       |
| 19  | HV     | Yasmany López       | 11 tháng 10, 1987 (27 tuổi) | FC Ciego de Ávila  |
| 20  | TĐ     | Armando Coroneaux   | 2 tháng 7, 1985 (30 tuổi)   | FC Camagüey        |
| 21  | TM     | Diosvelis Guerra    | 21 tháng 5, 1989 (26 tuổi)  | FC Artemisa        |
| 22  | TV     | Alain Cervantes     | 17 tháng 11, 1983 (31 tuổi) | FC Ciego de Ávila  |
| 23  | TV     | Felix Guerra        | 14 tháng 1, 1989 (26 tuổi)  | CF Granma          |

Cầu thủ bổ sung cho Danh sách sơ bộ
| 0#0 | Vị trí | Cầu thủ          | Ngày sinh và tuổi          | Câu lạc bộ          |
| --- | ------ | ---------------- | -------------------------- | ------------------- |
|     | TM     | Nelson Johnston  |                            | FC Santiago de Cuba |
|     | TM     | Elier Pozo       | 28 tháng 1, 1995 (20 tuổi) | FC Pinar del Río    |
|     | HV     | David Urgelles   | 24 tháng 4, 1995 (20 tuổi) | FC Cienfuegos       |
|     | TV     | Dairon Blanco    |                            | FC Las Tunas        |
|     | TV     | Reinier Cerdeira |                            | FC Cienfuegos       |
|     | TV     | Abel Martínez    | 3 tháng 6, 1993 (22 tuổi)  | FC La Habana        |
|     | TV     | Pedro Yandy      | 9 tháng 11, 1993 (21 tuổi) | FC La Habana        |
|     | TV     | Dairon Pérez     | 7 tháng 1, 1994 (21 tuổi)  | FC La Habana        |
|     | TV     | Yolexis Collado  | 21 tháng 2, 1994 (21 tuổi) | FC La Habana        |
|     | TV     | Yannier Martinez | 28 tháng 5, 1988 (27 tuổi) | FC La Habana        |
|     | TĐ     | Jorge Vollalon   |                            | FC Cienfuegos       |
|     | TĐ     | Héctor Morales   | 19 tháng 1, 1993 (22 tuổi) | FC La Habana        |

Ghi chú
1. ↑  Darío Suárez defected to the Hoa Kỳ in Charlotte
2. ↑  Ariel Martínez defected to the Hoa Kỳ in Charlotte
3. ↑  Keiler García defected to the Hoa Kỳ in Chicago on July 8, the day before his team's opening game against Mexico at Soldier Field.[8]
4. ↑  Arael Argüelles defected to the Hoa Kỳ in Chicago.[9]
5. ↑  Jorge Luis Corrales defected to the Hoa Kỳ
6. ↑  Arichel Hernández could not travel to Hoa Kỳ as he was unable to obtain a visa due to an administration issue

### Guatemala
Huấn luyện viên:  Ivan Franco Sopegno
Danh sách chính thức
| 0#0 | Vị trí | Cầu thủ               | Ngày sinh và tuổi           | Câu lạc bộ                   |
| --- | ------ | --------------------- | --------------------------- | ---------------------------- |
| 1   | TM     | Víctor Manuel Ayala   | 8 tháng 5, 1989 (26 tuổi)   | Antigua GFC                  |
| 2   | HV     | Ruben Morales         | 4 tháng 6, 1987 (28 tuổi)   | Comunicaciones               |
| 3   | HV     | Elías Vásquez         | 18 tháng 6, 1992 (23 tuổi)  | Real Salt Lake               |
| 4   | HV     | Wilson Lalin          | 3 tháng 5, 1985 (30 tuổi)   | Comunicaciones               |
| 5   | HV     | Moises Hernandez      | 5 tháng 3, 1992 (23 tuổi)   | FC Dallas                    |
| 6   | TV     | Carlos Mejía          | 13 tháng 11, 1991 (23 tuổi) | Comunicaciones               |
| 7   | TĐ     | Jairo Arreola         | 20 tháng 9, 1985 (29 tuổi)  | Comunicaciones               |
| 8   | TV     | Jean Márquez          | 6 tháng 3, 1985 (30 tuổi)   | Comunicaciones               |
| 9   | TĐ     | Édgar Chinchilla      | 8 tháng 5, 1987 (28 tuổi)   | Antigua                      |
| 10  | TV     | José Manuel Contreras | 19 tháng 1, 1986 (29 tuổi)  | Comunicaciones               |
| 11  | TV     | Gerardo Arias         | 18 tháng 11, 1985 (29 tuổi) | Deportivo Petapa             |
| 12  | TM     | Paulo César Motta     | 29 tháng 3, 1982 (33 tuổi)  | Municipal                    |
| 13  | HV     | Carlos Castrillo      | 16 tháng 5, 1985 (30 tuổi)  | Comunicaciones               |
| 14  | TV     | Kendel Herrarte       | 6 tháng 4, 1992 (23 tuổi)   | Comunicaciones               |
| 15  | HV     | Dennis López          | 2 tháng 1, 1986 (29 tuổi)   | Municipal                    |
| 16  | TV     | Marco Pappa           | 15 tháng 11, 1987 (27 tuổi) | Seattle Sounders             |
| 17  | TV     | Brandon de León       | 30 tháng 9, 1993 (21 tuổi)  | Marquense                    |
| 18  | HV     | Stefano Cincotta      | 28 tháng 2, 1991 (24 tuổi)  | Chemnitzer FC                |
| 19  | TV     | Carlos Figueroa       | 19 tháng 4, 1980 (35 tuổi)  | Comunicaciones               |
| 20  | TĐ     | Carlos Ruiz           | 15 tháng 9, 1979 (35 tuổi)  | Municipal                    |
| 21  | TM     | Ricardo Jerez, Jr.    | 4 tháng 2, 1986 (29 tuổi)   | Alianza Petrolera            |
| 22  | TĐ     | Minor López           | 1 tháng 2, 1987 (28 tuổi)   | Atlético Clube De Bồ Đào Nha |
| 23  | TV     | Jorge Aparicio        | 21 tháng 11, 1992 (22 tuổi) | Comunicaciones               |

Cầu thủ bổ sung cho Danh sách sơ bộ
| 0#0 | Vị trí | Cầu thủ                | Ngày sinh và tuổi           | Câu lạc bộ     |
| --- | ------ | ---------------------- | --------------------------- | -------------- |
|     | TM     | David Molina           | 28 tháng 5, 1979 (36 tuổi)  | Comunicaciones |
|     | TM     | Juan Paredes           | 27 tháng 11, 1984 (30 tuổi) | Comunicaciones |
|     | HV     | Carlos Gallardo        | 8 tháng 4, 1984 (31 tuổi)   | Comunicaciones |
|     | HV     | Jose Pinto             | 16 tháng 6, 1993 (22 tuổi)  | Municipal      |
|     | HV     | Rafael Morales         | 6 tháng 4, 1988 (27 tuổi)   | Comunicaciones |
|     | TV     | Alejandro Galindo      | 5 tháng 3, 1992 (23 tuổi)   | Antigua GFC    |
|     | TV     | Aslinn Rodas           | 10 tháng 7, 1992 (22 tuổi)  | Xelajú         |
|     | TV     | Jose Del Aguila        | 7 tháng 3, 1991 (24 tuổi)   | Comunicaciones |
|     | TV     | Marvin Ávila           | 6 tháng 12, 1985 (29 tuổi)  | Municipal      |
|     | TV     | Sergio Trujillo        | 19 tháng 11, 1987 (27 tuổi) | Municipal      |
|     | TĐ     | Ángelo Padilla         | 5 tháng 3, 1990 (25 tuổi)   | Carmelita      |
|     | TĐ     | Nelson Enrique Miranda | 21 tháng 12, 1990 (24 tuổi) | Comunicaciones |

### México
Huấn luyện viên:  Miguel Herrera
Danh sách chính thức
| 0#0 | Vị trí | Cầu thủ             | Ngày sinh và tuổi           | Câu lạc bộ    |
| --- | ------ | ------------------- | --------------------------- | ------------- |
| 1   | TM     | Moisés Muñoz        | 1 tháng 2, 1980 (35 tuổi)   | América       |
| 2   | HV     | Francisco Rodríguez | 20 tháng 10, 1981 (33 tuổi) | Cruz Azul     |
| 3   | HV     | Yasser Corona       | 28 tháng 7, 1987 (27 tuổi)  | Querétaro     |
| 4   | HV     | Miguel Herrera      | 3 tháng 4, 1989 (26 tuổi)   | Pachuca       |
| 5   | HV     | Diego Reyes         | 19 tháng 9, 1992 (22 tuổi)  | Porto         |
| 6   | TV     | Héctor Herrera      | 19 tháng 4, 1990 (25 tuổi)  | Porto         |
| 7   | HV     | Miguel Layún        | 25 tháng 6, 1988 (27 tuổi)  | Watford       |
| 8   | TV     | Jonathan dos Santos | 26 tháng 4, 1990 (25 tuổi)  | Villareal     |
| 9   | TV     | Jesús Corona        | 6 tháng 1, 1993 (22 tuổi)   | Twente        |
| 10  | TĐ     | Giovani dos Santos  | 11 tháng 5, 1989 (26 tuổi)  | Villarreal    |
| 11  | TĐ     | Carlos Vela         | 1 tháng 3, 1989 (26 tuổi)   | Real Sociedad |
| 12  | TM     | Jonathan Orozco     | 12 tháng 5, 1986 (29 tuổi)  | Monterrey     |
| 13  | TM     | Guillermo Ochoa     | 13 tháng 7, 1985            | Málaga        |
| 14  | TĐ     | Javier Orozco       | 16 tháng 11, 1987 (27 tuổi) | Santos Laguna |
| 15  | HV     | Oswaldo Alanís      | 18 tháng 3, 1989 (26 tuổi)  | Santos Laguna |
| 16  | TV     | Antonio Ríos        | 24 tháng 10, 1988 (26 tuổi) | Toluca        |
| 17  | HV     | Jorge Torres Nilo   | 16 tháng 1, 1988 (27 tuổi)  | UANL          |
| 18  | TV     | Andrés Guardado     | 28 tháng 9, 1986 (28 tuổi)  | PSV           |
| 19  | TĐ     | Oribe Peralta       | 12 tháng 1, 1984 (31 tuổi)  | América       |
| 20  | TV     | Jesús Dueñas        | 16 tháng 3, 1989 (26 tuổi)  | UANL          |
| 21  | TV     | Carlos Esquivel     | 10 tháng 4, 1982 (33 tuổi)  | Toluca        |
| 22  | HV     | Paul Aguilar        | 6 tháng 3, 1986 (29 tuổi)   | América       |
| 23  | TV     | José Vázquez        | 14 tháng 3, 1988 (27 tuổi)  | León          |

Cầu thủ bổ sung cho Danh sách sơ bộ
| 0#0 | Vị trí | Cầu thủ             | Ngày sinh và tuổi          | Câu lạc bộ    |
| --- | ------ | ------------------- | -------------------------- | ------------- |
|     | TM     | Luis Ernesto Michel | 21 tháng 7, 1979 (35 tuổi) | Guadalajara   |
|     | HV     | Héctor Moreno       | 17 tháng 1, 1988 (27 tuổi) | Espanyol      |
|     | HV     | Hiram Mier          | 25 tháng 8, 1989 (25 tuổi) | Monterrey     |
|     | HV     | Fernando Navarro    | 18 tháng 4, 1989 (26 tuổi) | León          |
|     | TV     | Hirving Lozano      | 30 tháng 7, 1995 (19 tuổi) | Pachuca       |
|     | TV     | Erick Gutiérrez     | 17 tháng 6, 1995 (20 tuổi) | Pachuca       |
|     | TV     | Orbelín Pineda      | 24 tháng 3, 1996 (19 tuổi) | Querétaro     |
|     | TV     | Néstor Calderón     | 14 tháng 2, 1989 (26 tuổi) | Santos Laguna |
|     | TV     | Jesús Molina        | 29 tháng 3, 1988 (27 tuổi) | Santos Laguna |
|     | TV     | Miguel Ponce        | 12 tháng 4, 1989 (26 tuổi) | Guadalajara   |
|     | TĐ     | Javier Hernández    | 1 tháng 6, 1988 (27 tuổi)  | Real Madrid   |
|     | TĐ     | Aldo de Nigris      | 22 tháng 7, 1983 (31 tuổi) | Guadalajara   |

Ghi chú
1. ↑  Hector Moreno was replaced with Oswaldo Alanís prior to the tournament beginning.
2. ↑  Javier Hernandez was replaced with Javier Orozco prior to the tournament beginning.

### Trinidad và Tobago
Huấn luyện viên:  Stephen Hart
Danh sách chính thức
| 0#0 | Vị trí | Cầu thủ              | Ngày sinh và tuổi           | Câu lạc bộ             |
| --- | ------ | -------------------- | --------------------------- | ---------------------- |
| 1   | TM     | Marvin Phillip       | 1 tháng 8, 1984 (30 tuổi)   | Point Fortin Civic     |
| 2   | HV     | Aubrey David         | 10 tháng 11, 1990 (24 tuổi) | Shakhter               |
| 3   | TV     | Joevin Jones         | 8 tháng 3, 1991 (24 tuổi)   | Chicago Fire           |
| 4   | HV     | Sheldon Bateau       | 29 tháng 1, 1991 (24 tuổi)  | Mechelen               |
| 5   | HV     | Daneil Cyrus         | 15 tháng 12, 1990 (24 tuổi) | Hanoi T&T              |
| 6   | HV     | Radanfah Abu Bakr    | 12 tháng 2, 1987 (28 tuổi)  | HB Køge                |
| 7   | TĐ     | Jonathan Glenn       | 27 tháng 8, 1987 (27 tuổi)  | ÍBV                    |
| 8   | HV     | Khaleem Hyland       | 5 tháng 6, 1989 (26 tuổi)   | Genk                   |
| 9   | TĐ     | Kenwyne Jones        | 5 tháng 10, 1984 (30 tuổi)  | Cardiff City           |
| 10  | TĐ     | Willis Plaza         | 8 tháng 10, 1987 (27 tuổi)  | Central FC             |
| 11  | TĐ     | Ataullah Guerra      | 3 tháng 8, 1987 (27 tuổi)   | Central FC             |
| 12  | TĐ     | Kadeem Corbin        | 4 tháng 3, 1996 (19 tuổi)   | St. Ann's Rangers F.C. |
| 13  | TV     | Cordell Cato         | 25 tháng 7, 1992 (22 tuổi)  | San Jose Earthquakes   |
| 14  | TV     | Andre Boucaud        | 10 tháng 10, 1984 (30 tuổi) | Dagenham & Redbridge   |
| 15  | TV     | Dwane James          | 4 tháng 12, 1988 (26 tuổi)  | North East Stars       |
| 16  | TĐ     | Rundell Winchester   | 16 tháng 12, 1993 (21 tuổi) | Portland Timbers 2     |
| 17  | HV     | Mekeil Williams      | 24 tháng 7, 1990 (24 tuổi)  | W Connection           |
| 18  | HV     | Yohance Marshall     | 22 tháng 1, 1986 (29 tuổi)  | Juventud Independiente |
| 19  | HV     | Kevan George         | 30 tháng 1, 1990 (25 tuổi)  | Columbus Crew          |
| 20  | TV     | Keron Cummings       | 28 tháng 5, 1988 (27 tuổi)  | North East Stars       |
| 21  | TM     | Jan-Michael Williams | 26 tháng 10, 1984 (30 tuổi) | Central FC             |
| 22  | TM     | Adrian Foncette      | 10 tháng 10, 1988 (26 tuổi) | Police FC              |
| 23  | TV     | Lester Peltier       | 13 tháng 9, 1988 (26 tuổi)  | Slovan Bratislava      |

Cầu thủ bổ sung cho Danh sách sơ bộ
| 0#0 | Vị trí | Cầu thủ            | Ngày sinh và tuổi           | Câu lạc bộ            |
| --- | ------ | ------------------ | --------------------------- | --------------------- |
|     | HV     | Gavin Hoyte        | 6 tháng 6, 1990 (25 tuổi)   | Gillingham            |
|     | HV     | Justin Hoyte       | 20 tháng 11, 1984 (30 tuổi) | Millwall              |
|     | HV     | Carlyle Mitchell   | 8 tháng 8, 1987 (27 tuổi)   | Seoul E-Land FC       |
|     | TV     | Sean de Silva      | 17 tháng 1, 1990 (25 tuổi)  | Central FC            |
|     | TV     | Kaydion Gabriel    | 1 tháng 12, 1990 (24 tuổi)  | Central FC            |
|     | TĐ     | Trevin Caesar      | 26 tháng 4, 1989 (26 tuổi)  | San Antonio Scorpions |
|     | TĐ     | Devorn Jorsling    | 11 tháng 5, 1983 (32 tuổi)  | Defence Force F.C.    |
|     | TĐ     | Leston Paul        | 11 tháng 3, 1990 (25 tuổi)  | Central FC            |
|     | TĐ     | Shahdon Winchester | 8 tháng 1, 1992 (23 tuổi)   | W Connection          |

## Đại diện cầu thủ

### Theo câu lạc bộ
| Cầu thủ | Câu lạc bộ |
| ------- | --- |
| 11      | Comunicaciones |
| 7       | Saprissa |
| 6       | FAS |
| 5       | Toronto FC Herediano Camagüey FC Dallas Houston Dynamo Real Salt Lake |
| 4       | Alajuelense La Habana Municipal Motagua Olimpia América LA Galaxy New York Red Bulls |
| 3       | Vancouver Whitecaps FC Villa Clara Santa Tecla Real España Central Seattle Sounders FC |
| 2       | Ciego de Ávila Guantánamo Pinar del Río Alianza Isidro Metapán Reading Antigua GFC León Santos Laguna Tijuana Toluca UANL AZ Fredrikstad Árabe Unido Chorrillo San Miguelito Porto Deportivo La Coruña Villarreal North East Stars Orlando City San Jose Earthquakes Sporting Kansas City |
| 1       | Gimnasia y Esgrima Anderlecht Genk Mechelen Standard Liège FC Edmonton Montreal Impact Ottawa Fury Qingdao Jonoon Alianza Petrolera Millonarios Santa Fe Artemisa Cienfuegos Granma Las Tunas Sancti Spíritus Ethnikos Achna NEA HB Køge Águila Juventud Independiente Arsenal Aston Villa Birmingham City Blackpool Bolton Wanderers Coventry City Crewe Alexandra Crystal Palace Dagenham & Redbridge Derby County Fulham Leeds United Leicester City Leyton Orient Preston North End Tottenham Hotspur Watford West Bromwich Albion Yeovil Town Angers Nantes Stade Lavallois Stade Reims VfR Aalen Borussia Mönchengladbach Chemnitzer FC Eintracht Frankfurt Energie Cottbus Hertha BSC FC Ingolstadt 04 Mainz 05 FC St. Pauli Aiginiakos Panthrakikos Coatepeque Marquense Petapa América des Cayes Don Bosco Marathón Victoria Vida Budapest Honvéd Videoton ÍBV Stjarnan Mohun Bagan Persepolis Hapoel Haifa Palermo Arnett Gardens Montego Bay United Shimizu S-Pulse Shakhter Negeri Sembilan BUAP Cruz Azul Monterrey Pachuca Querétaro Sinaloa UAT PSV Vålerenga Plaza Amador Juan Aurich Lech Poznań Miedź Legnica Wisła Kraków Atlético CP Boavista Santa Clara Steaua București Viitorul Rostov Slovan Bratislava Málaga Real Sociedad AIK Örebro Syrianska Aarau Point Fortin Civic Police St. Ann's Rangers W Connection Atlanta Silverbacks Charleston Battery Charlotte Independence Chicago Fire Colorado Rapids Columbus Crew FIU Panthers Fort Lauderdale Strikers Jacksonville Armada Kraze United New York City FC New York Cosmos North Carolina Tar Heels Philadelphia Union Pittsburgh Riverhounds Portland Timbers Portland Timbers 2 Tampa Bay Rowdies Fénix Hà Nội T&T Cardiff City |

### Theo quốc gia của câu lạc bộ
Quốc gia in đậm có đại diện đội tuyển quốc gia trong giải đấu.
| Cầu thủ | Câu lạc bộ |
| ------- | --- |
| 50      | Hoa Kỳ |
| 23      | Cuba |
| 21      | Anh México |
| 20      | Guatemala |
| 16      | Costa Rica |
| 15      | El Salvador |
| 14      | Honduras |
| 11      | Canada |
| 9       | Đức Trinidad và Tobago |
| 7       | Panama |
| 6       | Tây Ban Nha |
| 5       | Bồ Đào Nha |
| 4       | Bỉ Pháp Hà Lan |
| 3       | Colombia Na Uy Ba Lan Thụy Điển                                                                                                 |
| 2       | Síp Hi Lạp Haiti Hungary Iceland Jamaica România                                                                                |
| 1       | Argentina Trung Quốc Đan Mạch Ấn Độ Iran Israel Ý Nhật Bản Kazakhstan Malaysia Peru Nga Slovakia Thụy Sĩ Uruguay Việt Nam Wales |